# 후타미정 (미에현)
후타미정(二見町)은 미에현 와타라이군에 설치되었던 정이다. 2005년 11월 1일, 이세시, 오바타정 미소노촌과 신설 합병해 새로운 이세시가 탄생하였다. 지자체로서의 후타미정은 폐지되었다.

## 역사
- 1908년 5월 1일 - 히가시후타미촌, 니시후타미촌이 합병해 후타미정이 성립하였다.
- 2005년 11월 1일 - 이세시, 오바타정 미소노촌과 합병해 새로운 이세시가 성립하였다. 동일 후타미정은 폐지되었다.

## 교통

### 철도
- 도카이 여객철도
  - 산구선

### 도로
- 국도 42호선